# Giuliano Musiello
Giuliano Musiello (Torviscosa, Italia; 12 de enero de 1954 – Saluzzo, Italia; 23 de enero de 2024) fue un futbolista italiano que jugó en la posición de delantero centro.

## Carrera

### Club
| Periodo   | Club                        | Apariciones | Goles |
| --------- | --------------------------- | ----------- | ----- |
| 1970-1972 | SPAL                        | 24          | 8     |
| 1972-1973 | Atalanta BC                 | 25          | 2     |
| 1973-1974 | Juventus FC                 | 0           | 0     |
| 1974-1975 | Atalanta BC                 | 32          | 6     |
| 1975-1976 | US Avellino 1912            | 32          | 18    |
| 1976-1978 | AS Roma                     | 54          | 10    |
| 1978-1980 | Genoa CFC                   | 29          | 4     |
| 1978      | → Hellas Verona FC (cedido) | 21          | 3     |
| 1980-1982 | Calcio Foggia 1920          | 37          | 4     |
| 1982-1984 | Novara FC                   | 60          | 10    |
| 1984-1985 | Ravenna FC 1913             | 28          | 4     |
| 1985-1986 | AC Cuneo 1905               | 28          | 3     |
| 1986-1987 | Savona FBC                  | 20          | 4     |

### Selección nacional
Jugó para Italia U20 en una ocasión en 1973.

## Logros

### Club
- Serie D (1): 1984/85

### Individual
- Goleador de la Serie B en 1975/76.